# Severovzhodni megalopolis
Severovzhodni megalopolis ali ang. Northeastern Megalopolis (tudi severovzhodni koridor ali koridor Acela; koridor Boston – Washington ali Boswash ) je najbolj naseljen megalopolis, ki se nahaja v celoti v ZDA in ima več kot 50 milijonov prebivalcev ter je najbolj urbaniziran megalopolis v ZDA in megalopolis z največjo gospodarsko proizvodnjo na svetu. Nahaja se na atlantski obali na severovzhodu ZDA, s spodnjim zaključkom na zgornjem jugovzhodu, teče predvsem od severovzhoda do jugozahoda, od severnega predmestja Bostona v Massachusettsu do južnega predmestja Washingtona v severni Virginiji. Vključuje večja in pomembnejša mesta kot so Boston, Providence, Hartford, New York City, Filadefijia, Baltimore in Washington, DC, skupaj z njihovimi metropolitanskimi območji in predmestji. Včasih so v severovzhodni megalopol vključene tudi manjše urbane aglomeracije, na primer Richmond in Norfolk v Virginiji na jugu, Portland in Maine na severu in Harrisburg v Pensilvaniji na zahodu.
Megapopolis se razprostira v približno ravni črti vzdolž odseka ameriške ceste 1 in meddržavne ceste 95. Od leta 2010 je v tej regiji živelo več kot 50 milijonov ljudi, približno 17% prebivalstva ZDA na manj kot 2% površine države, gostota prebivalstva je znašala aproksimativno 390 oseb na km2 (1000 oseb / kvadratno miljo) v primerjavi s povprečjem ZDA 31 oseb na km2 (80.5 oseb / kvadratno miljo). Projekcije Amerike 2050 pričakujejo, da bo poseljenost območja do leta 2025 naraslo na 58,1 milijona ljudi.
Francoski geograf Jean Gottmann je izraz populariziral v svoji prelomni študiji iz leta 1961, Megalopolis: urbanizirano severovzhodno morje ZDA (Megalopolis: The Urbanized Northeastern Seaboard of the United States). Gottmann je sklenil, da so mesta v regiji, čeprav diskretna in neodvisna, unikatno medsebojno povezana, in sicer zaradi povezanja primestnih con, pri čemer dobijo nekatere značilnosti enega samega, ogromnega mesta, t.i. megalopolisa.
V regiji je na stotine šol in univerz, med njimi Harvard, MIT, Brown, Yale, Columbia, Princeton, Penn in Johns Hopkins, ki se uvrščajo med najboljše univerze v ZDA in na svetu.

## Regija
Megapolis vključuje zvezno okrožje Kolumbija in večino 11 zveznih držav: od juga proti severu, Virginija, Maryland, Delaware, Pensilvanija, New Jersey, New York, Connecticut, Rhode Island, Massachusetts, Vermont, New Hampshire in Maine. Povezana je z Interstate 95 in US Route 1, ki se začneta v Miamiju in Key Westu na Floridi in končata v Mainu na kanadski meji, pa tudi železniška proga severovzhodnega koridorja, najprometnejša potniška železniška proga v državi, ki služi Amtraku in nekaterim primestnim železniškim agencijam. V regiji več kot 50 milijonov ljudi, mestna statistična območja pa se nahajajo od Washingtona do Bostona.
Regija predstavlja 20% bruto domačega proizvoda ZDA. V njej se nahajajo nekateri najpomembnejši ameriški medijski konglomerati, finančne inštitucije, politične ustanove in je prav tako sedež vladi ZDA. Takšne znamenitosti so npr. newyorška borza, NASDAQ, Bela hiša in Kapitol ZDA, sedež OZN in sedež ABC, NBC, CBS, NPR, Fox, Comcast, New York Times, USA Today in Washington Post. Sedeži številnih večjih finančnih družb - kot so JP Morgan Chase, Citigroup, Goldman Sachs, Fannie Mae, Freddie Mac in Fidelity - se nahajajo znotraj regije, kjer domuje tudi 54 družb skupine Fortune Global 500, katere sedež je prav tako v tej regiji. Regija je tudi središče svetovne industrije hedge skladov, zlasti znotraj New Yorka in mest Greenwich in Stamford. Akademsko je v regiji dom večine univerz Lige bršljana (Ivy League).

## Zgodovina
Vzhodna obala Združenih držav Amerike je bila zaradi bližine Evrope med prvimi regijami celine, ki so jo Evropejci na široko naselili. Sčasoma so imela tamkajšnja mesta prednost pred večino drugih delov ZDA. Vendar se je predvsem severovzhod zaradi najrazličnejših okoliščin najhitreje razvil.
Čeprav nima niti posebej bogate zemlje - izjema je dolina reke Connecticut v Novi Angliji - niti izjemnega rudnega bogastva, lahko najdemo nekaj kmetijstva in rudarstva. Tudi podnebje je zmerno in ni posebej nagnjeno k orkanom ali tropskim nevihtam, ki se še povečajo proti jugu. Vendar pa je bil najpomembnejši dejavnik "medsebojni prodor kopnega in morja", ki omogoča izjemna pristanišča, kot npr. v zalivu Chesapeake, pristaniščih New York in New Jersey, zalivu Narragansett v Providenceu na Rhode Islandu, pristanišče Washington in pristanišče Boston. Obalna linija na severu je bolj kamnita in manj zaščitena, na jugu pa je gladka in nima toliko zalivov in dotokov, ki delujejo kot naravna pristanišča. Prisotne so tudi plovne reke, ki vodijo globlje v osrčje, kot so reke Hudson, Delaware, Potomac in Connecticut, ki podpirajo velike populacije in so služile kot esencialni del za razvoj skupnosti zgodnjih naseljencev. Torej, medtem ko so drugi deli države po vrednosti surovin presegali regijo, niso bili tako lahko dostopni in je moral dostop do njih pogosto potekati skozi severovzhod.

### Sodobna zgodovina
Do leta 1800 je regija vključevala edina štiri ameriška mesta z več kot 25.000 prebivalci: FIladelfijia, New York, Baltimore in Boston. Do leta 1850 je samo v New Yorku in Filadelfiji živelo več kot 300.000 prebivalcev, medtem ko so imeli Baltimore, Boston, Brooklyn (takrat ločeno od New Yorka dokler ni bil dodan k NYC leta 1898), Cincinnati in New Orleans več kot 100.000: pet jih je bilo znotraj enega 400-miljskega pasu, medtem ko sta bila zadnja dva vsaka štiristo milj oddaljena od naslednje najbližje metropole. Ogromna koncentracija ljudi na enem razmeroma gosto naseljenem območju je tej regiji dala precejšen vpliv zaradi gostote prebivalstva nad preostalim delom države, ki se je utrdilo leta 1800, ko je Washington DC, le 38 kilometrov jugozahodno od Baltimoreja, postal glavno mesto. Po Gottmannovih besedah bodo prestolnice "nagnjene k ustvarjanju za in okoli sedežev moči določene vrste grajenega okolja, ki je na primer edinstveno obdarjeno z monumentalnostjo, poudarjajočim statusom in ritualom, lastnostjo, ki se bo s časom povečevala." Prometna in telekomunikacijska infrastruktura, ki jo je vsebovalo glavno mesto, se je prelila tudi v preostali del pasu.
Poleg tega je bližina Evrope povzdignilo New York kot "pristanišče za evropske priseljence", ki je predstavljalo vedno večjo raznolikost misli. Kontrarno pa je bil drugi glavni vir čezoceanskih priseljencev Kitajska, ki je bila bolj oddaljena od zahodne obale ZDA kot Evropa od vzhoda, katere narodnost priseljencev je bila tarča rasne diskriminacije, kar je ustvarjalo ovire za njihovo nemoteno integracijo v ameriško družbo.
Do leta 1950 je regija imela več kot petino celotnega prebivalstva ZDA, gostota pa je bila skoraj 15-krat večja od državnega povprečja.

## Koncept
Jean Gottmann je svoje najbolj znano delo, Megalopolis, napisal okoli osrednje teorije, da mesta med Washingtonom in Bostonom skupaj tvorijo nekakšno povezano, integrirano "super mesto". Izraz "Megalopolis" je vzel iz majhnega grškega mesta, ki je bilo naseljeno v klasični dobi z upanjem, da bo "postalo največje grško mesto". Čeprav obstaja še danes, je le zaspana kmetijska skupnost. Sanje ustanoviteljev prvotnega Megalopolisa, je trdil Gottmann, so se uresničevale na severovzhodu ZDA v šestdesetih letih.
Gottmann je za skupino mest, da lahko tvorijo megalopolis opredelil dva kljulča kriterija: „polinuklearna zgradba“ in „večplastna koncentracija:“, tj. prisotnost več mestnih jeder, ki obstajajo neodvisno drug od drugega, vendar so integrirana na poseben način glede na strani zunaj njihovega območja.
V ta namen "mesta dvojčka", kot je Minneapolis – Saint Paul v Minnesoti, ne bi veljala za megalopolitsko območje, saj sta obe mesti med seboj pošteno povezani, čeprav imata obe mesti ločeni meji in velika osrednja poslovna okrožja. Velike skupnosti na obrobju večjih mest, kot sta Silver Spring ali Bethesda v Marylandu izven Washingtona, so očitno ločena območja, ki imajo celo svoja središča. Vendar na noben način niso neodvisni od mesta, ki ga je gostilo, saj še vedno veljajo za predmestja, ki se brez prisotnosti Washingtona skoraj zagotovo ne bi razvila tako, kot se imajo.
Po drugi strani pa so glavna mesta megalopolisa med Bostonom in Washingtonom ločena, neodvisna mesta, vendar so tesno povezana s prevozom in telekomunikacijami. Neil Gustafson je leta 1961 pokazal, da velika večina telefonskih klicev, ki izvirajo iz regije, konča drugje v regiji, le manjšina pa je preusmerjena drugam v ZDA ali v tujino. Leta 2010 so avtomobili predstavljali 80% delež vseh potovanj po koridorju Boston-Washington; medkrajevni avtobusi 8–9%; Amtrak 6%; in letalske družbe 5%. Nastali so poslovni edinstveni podvigi, ki izkoriščajo medsebojno povezanost megalopolisa, na primer letalski prevoz, ki opravlja kratke lete med Bostonom in New Yorkom in New Yorkom ter Washingtonom; prav tako pa Amtrakova hitra železniška storitev od Washingtona do Bostona in avtobusne linije v kitajski četrti, ki ponujajo ekonomičen prevoz med mestnimi kitajskimi četrtmi in drugje. Ti podvigi ne kažejo le dvojne narave megalopolitskih kriterij ( "neodvisna jedra" / "medsebojno povezani sistem"), temveč tudi široko javno razumevanje koncepta in kapitalizacija le-tega.
John Rennie Short je med primeri akademskega sprejemanja Gottmannovega koncepta Megalopolisa leta 2007 napisal pomembno posodobitev Gottmannove knjige Liquid City: Megalopolis in sodobni severovzhod (Liquid City: Megalopolis and the Contemporary Northeast). National Geographic Society je leta 1994 objavilo zemljevid regije v času revolucionarne vojne in danes, ki si je izposodil naslov Gottmannove knjige in se nanj skliceval po imenu. Senator Claiborne Pell je leta 1966 napisal celovečerno knjigo z naslovom Megalopolis Unbound, da bi orisal svojo vizijo kohezivne prometne politike v regiji (katere del je tudi njegova država Rhode Island). Futurista Herman Kahn in Anthony Wiener sta leta 1967 v svojih napovedih glede območja, ki ga je Gottmann opisal kot "Megalopolis", skovala izraz "BosWash".

## Uporaba v fikciji
Neizmernost megalopolisa in misel, da bi nekoč lahko ustvaril dejansko neprekinjeno mesto, sta navdihnila več avtorjev in povzročila ekstrapolacije trenutnega megalopolisa, ki se pojavlja v fikciji. Primeri vključujejo trilogijo Sprawl Williama Gibsona, ki predvideva prihodnjo os Boston – Atlanta znano kot The Sprawl, in še večjo Quebec – Florida Mega-City One iz stripov in filmov Judge Dredd.